# Adam Muszyński (inżynier)
Adam Muszyński – polski inżynier, doktor habilitowany nauk technicznych. Specjalizuje się w biotechnologii środowiska oraz inżynierii środowiska. Adiunkt Zakładu Biologii Wydziału Instalacji Budowlanych, Hydrotechniki i Inżynierii Środowiska Politechniki Warszawskiej.

## Życiorys zawodowy
Studia inżynierskie na Wydziale Inżynierii Środowiska Politechniki Warszawskiej ukończył w 1994 roku (praca magisterska na temat biodegradacji paliwa Diesla w glebie przy użyciu immobilizowanych mikroorganizmów). Po studiach rozpoczął na macierzystym wydziale pracę na stanowisku asystenta w Zakładzie Biologii Środowiska (1994-2002). Stopień doktorski uzyskał w 2002 na podstawie pracy pt. Biodegradacja zużytych chłodziw w procesie unieszkodliwiania ścieków z obróbki powierzchniowej metali, przygotowanej pod kierunkiem prof. Marii Łebkowskiej. Habilitował się w 2016 na podstawie oceny dorobku naukowego i rozprawy pt. Struktura zbiorowisk mikroorganizmów w osadzie czynnym oczyszczalni z podwyższonym usuwaniem biogenów.
Swoje prace publikował w takich czasopismach jak m.in. „Ecological Engineering”, „Polish Journal of Environmental Studies”, „Gaz, Woda i Technika Sanitarna”, „Water Science and Technology", „International Journal of Environmental Science and Technology" oraz „Central European Journal of Biology”.